# Уральский юридический институт МВД России
Уральский юридический институт МВД России — высшее учебное заведение МВД РФ, расположенное в г. Екатеринбурге и выпускающее специалистов для органов внутренних дел.

## История
В 1961 году в г. Свердловске (ныне Екатеринбург) было учреждено Свердловское отделение Высшей школы МВД СССР. В 1979 году отделение было реорганизовано в Свердловский факультет Московского филиала юридического заочного обучения при Академии МВД СССР, в 1980 году — в факультет Высшей юридической заочной школы МВД СССР. В 1991 году в соответствии с решениями Совета Министров РСФСР и МВД РСФСР на базе факультета образовано новое учебное заведение — Екатеринбургская высшая школа МВД России, в настоящее время — Уральский юридический институт МВД России.

## Структура
В состав Уральского юридического института МВД России входят:
- Адъюнктура
- Библиотека
- Инспекция по личному составу
- Комендантское отделение
- Направление по работе с ветеранами
- Направление информации и общественных связей
- Научно-исследовательский и редакционно-издательский отдел
- Отделение делопроизводства и режима
- Отдел кадров
- Отдел морально-психологического обеспечения
- Отдел тылового обеспечения
- Правовое отделение
- Ремонтно-эксплуатационное направление
- Специальная библиотека
- Техническая часть с гаражом
- Учебный отдел
- Ученый совет
- Финансово-экономический отдел

### Факультеты
- Факультет подготовки следователей
- Факультет подготовки сотрудников полиции
- Факультет заочного обучения, переподготовки и повышения квалификации

### Кафедры
- Кафедра административного права и административной деятельности ОВД
- Кафедра гражданско-правовых дисциплин
- Кафедра иностранных языков
- Кафедра информационного обеспечения ОВД
- Кафедра конституционного права
- Кафедра криминалистики
- Кафедра криминологии и уголовно-исполнительного права
- Кафедра огневой подготовки
- Кафедра оперативно-розыскной деятельности ОВД
- Кафедра социально-экономических дисциплин
- Кафедра тактико-специальной подготовки
- Кафедра теории и истории государства и права
- Кафедра уголовного права
- Кафедра уголовного процесса
- Кафедра физической подготовки
- Кафедра философии, психологии и гуманитарных дисциплин

### Адъюнктура
В 1996 году на основании приказа МВД России для развития послевузовского профессионального образования и экстерната в УрЮИ МВД России была открыта адъюнктура.

## Руководство
- Начальник института - генерал-майор полиции Капустюк Павел Анатольевич;
- Заместитель начальника института (по организации службы) - полковник полиции Румянцев Артём Георгиевич;
- Заместитель начальника института (по научной работе) - полковник полиции Гусев Андрей Владимирович;
- Заместитель начальника института (по учебной работе) - полковник полиции Цилик Владимир Александрович;
- Заместитель начальника института (по работе с личным составом) - полковник полиции Попов Александр Викторович.